# Semiothisa hollowayi
Semiothisa hollowayi là một loài bướm đêm trong họ Geometridae.